# Tall Hurmuz
Tall Hurmuz (arab. تل هرمز) – wieś w Syrii, w muhafazie Al-Hasaka. W 2004 roku liczyła 575 mieszkańców.